# テトラヒドロゲストリノン
テトラヒドロゲストリノン (tetrahydrogestrinone) とは、パトリック・アーノルドによって開発されたアナボリックステロイドである。THG、クリア (the clear) とも呼ばれる。アンドロゲン受容体とプロゲステロン受容体に親和性があるが、エストロゲン受容体にはない。この薬物は、禁止薬物のアナボリックステロイドであるゲストリノンとトレンボロンと深い関連のあるデザイナードラッグだと考えられている。また、2005年に予定されていた認可より前の2003年には、アメリカ食品医薬品局（FDA）が認可していない新薬としても言及されていた。

## 薬理学
構造活性相関に関する研究では、この薬物が開発された時点で既知の合成された、あるいは販売されているアナボリックステロイドよりも、1ミリグラム当たりの効力は顕著で驚異的であると報告されている。アンドロゲンとプロゲステロンの受容体に高い効力を示すアゴニストで、ナンドロロンやトレンボロンと比較して10倍以上の効力を示し、エストロゲンのような作用はない。類似した親和性を持つジヒドロテストステロンとともにアンドロゲン受容体と結びつき、筋肉の成長をもたらす。パトリック・アーノルドによると、この薬物の効力のために、彼は大量の薬物をバルコ（BALCO）社に提供しなかった。なぜなら、「舌の下に2粒だけ」で十分な服用量だったためである。

## 作用の仕組み
THGが細胞核に到達すると、リガンド結合部位のアンドロゲン受容体に結合する。ここで様々な遺伝子の発現が変わり、いくつかの同化とアンドロゲンの機能が発現する。
リガンドの構造は、リガンド結合部位にあるヒトのアンドロゲン受容体と起こすことができる相互作用の数を限定している。リガンドの構造における小さな変更さえ、アンドロゲン受容体の作用に大きな影響を与える。高い親和性を持つTHGは、他のステロイドよりも多くのアンドロゲン受容体とファンデルワールス接触を発生させる。THGの高い親和性と特有の幾何学的構造は、アンドロゲン受容体との強い相互作用を生み出す。

## 副作用
長期の服用によって起こる恐れがあるのは、男女双方に起こる不妊症や、ニキビ、多毛症などのような他のステロイドと同様の副作用である。他のステロイドと異なるのは、THGが糖質コルチコイド受容体とも高い親和性を持つため、体重の減少が起こる可能性もあり、免疫抑制のような特別な副作用も起こりうる。これらは他の多くのステロイドでは見られないものである。

## 歴史
2001年、パトリック・アーノルドがノルボレトンの代わりに開発し、栄養補助食品会社のバルコによってスポーツ選手に提供された。これは、ノルボレトンが薬物検査の対象とされるようになったためである。
一時、THGは陸上競技において、世界記録を破るために使われる安全で「発見できない」薬物だと考えられていた。マリオン・ジョーンズのように、好成績で金メダルを獲得した何人かの選手はTHGを使用していた。
2003年、アメリカの短距離走コーチのトレバー・グラハムが、THGの痕跡が残っている注射器を米国反ドーピング機関（USADA）に送りつけた。このことは、カリフォルニア大学ロサンゼルス校のオリンピック分析研究所創設者で、当時所長であったドン・キャトリンがTHGを発見し、検査方法を開発することに役立った。THGは2番目に報告されたデザイナー・アナボリックステロイドだった。同年末、シカゴ・トリビューンはキャトリンを「スポーツマン・オブ・ザ・イヤー」に選出した。